# Aziz Zakari
Abdul Aziz Zakari (né le 2 septembre 1976 à Accra) est un athlète ghanéen, spécialiste des épreuves de sprint.

## Biographie

### Débuts
Né en 1976, Abdul Aziz Zakari participe à son premier grand rendez-vous international à l'occasion des Jeux olympiques d'Atlanta, où, encore âgé de 19 ans, il est qualifié avec l'équipe ghanéenne à la finale du relais 4 x 100 m. Mais l'équipe doit déclarer forfait au dernier moment, et l'athlète regarde la course depuis les tribunes. L'année suivante, à l'occasion des championnats du monde d'Athènes  il atteint les quarts de finale du 100 m où il réalise 10 s 29 et termine 5e de la finale du relais 4 x 100 m, en 38 s 26.
Trois ans plus tard, en 2000, le Ghanéen réalise un triplé lors des championnats d'Afrique en Algérie, enlevant le 100 m en 10 s 13, le 200 m en 20 s 23 et le relais 4 x 100 m en 39 s 90. Il porte ensuite son record personnel à Linz en 10 s 06 puis, fin septembre, il se qualifie en finale des Jeux olympiques de Sydney mais se blesse lors de celle-ci après 35 m de course à la jambe droite.

### Circuit international
L'année suivante, il est également finaliste lors des championnats du monde d'Edmonton où il prend dans un premier temps la 8e place en 10 s 24, mais sera reclassé 7e des années plus tard à la suite de la disqualification pour dopage de l'Américain Tim Montgomery. Après les mondiaux, il améliore son record personnel en 10 s 04 à Linz (vent + 0,4 m/s) puis à Bruxelles (0,0 m/s). Le 9 septembre, il se classe 6e du 200 m de la Finale du Grand Prix IAAF à Melbourne.
En 2002, il ne réitère pas son titre de champion d'Afrique du 200 m, battu lors de ces championnats par l'éternel Frank Fredericks, malgré son temps de 20 s 33. N'étant ni aligné sur le 100 m, ni sur le 4 x 100 m, Zakari repart de ces championnats avec cette seule médaille. Aux Jeux du Commonwealth de Manchester, il termine 5e du 200 m en 20 s 29, son meilleur temps de la saison.
En 2003, sa saison sera nettement moins bonne. Malgré 10 s 07 à Abuja en mai et 20 s 34 à Villeneuve-d'Ascq en juin, il est sorti dès les séries du 100 m lors des championnats du monde de Paris en 10 s 48. En fin de saison, aux Jeux africains, il réalise un chrono presque identique (10 s 46) pour ne terminer que 7e. Néanmoins, il se console avec une médaille de bronze sur 200 m (20 s 51) et d'or au relais 4 x 100 m (38 s 63).
En 2004, le Ghanéen atteint de nouveau la finale olympique à Athènes. Mais, comme 4 ans auparavant, il ne termine pas la course à cause d'une blessure survenue à la cuisse gauche. Peu de temps avant les Jeux, il portait son record à 10 s 00 (+ 1,1 m/s) à Stockholm. Le 18 septembre, il termine 3e de la Finale mondiale de l'athlétisme à Monaco en 10 s 15.

### Barrière des 10 secondes puis dopage
En 2005, Aziz Zakari descend pour la première fois sous les 10 secondes, réalisant le chrono de 9 s 99 (+ 1,6 m/s) à Athènes dans une course où Asafa Powell bat le record du monde en 9 s 77. 45e athlète de l'histoire à casser la barrière des 10 s au 100 m, il s'approche du record du Ghana de Leonard Myles-Mills de 1999. Début août, il ne termine qu'à une décevante 8e place en finale des championnats du monde d'Helsinki, en 10 s 20. Le 28 août, à Rieti, il court pour la seconde fois en 9 s 99 (+ 0,5 m/s) puis termine 2e de la Finale mondiale de l'athlétisme à Monaco en 10 s 01.
En 2006, il participe aux Jeux du Commonwealth et termine 5e du 100 m (10 s 22) tandis qu'au relais 4 x 100 m, les ghanéens ne terminent pas la course. En fin de saison, il est contrôlé positif au stanozol en 2006 et est suspendu jusqu'en juin 2008.

### Fin de carrière
De retour de suspension, Aziz Zakari est sélectionné pour ses troisièmes Jeux olympiques, à Pékin : il ne passe pas le cap des quarts de finale, réalisant 10 s 24. Le 30 août, il court à Bottrop en 10 s 15, son meilleur temps de la saison.
Le 15 août 2009, lors des championnats du monde de Berlin, il terminera 4e de sa série en 10 s 57 (-0,3 m/s) derrière Richard Thompson, Tyrone Edgar et Simon Magakwe et ne sera pas repêché au temps pour les quarts de finale.
En 2010, il remporte deux médailles aux championnats d'Afrique de Nairobi, réussissant à s'emparer de l'argent sur 100 m en 10 s 12 (+ 1,9 m/s), son meilleur temps de la saison puis du bronze sur le relais 4 x 100 m, en 39 s 31. Sélectionné pour représenter l'Afrique lors de la Coupe continentale à Split, il est disqualifié sur 100 m. En octobre, il prend part à ses troisièmes Jeux du Commonwealth et termine 6e en 21 s 08.
En 2011, il ne passe à nouveau pas le cap des séries aux championnats du monde de Daegu (10 s 55). Aux Jeux africains de Maputo, qui seront sa dernière sélection internationale, il entre en finale de la distance reine et se classe avant-dernier en 10 s 42, avant de remporter l'argent en 38 s 95 sur le relais 4 x 100 m. Son meilleur temps de l'année se situe à 10 s 24 (+ 0,8 m/s) à Prague.
En 2012, il court en 10 s 23 aux États-Unis et réussit ainsi les minimas « B » pour les Jeux olympiques de Londres, mais la Fédération Ghanéenne ne reconnaît pas cette performance et ne le sélectionne pas. Il n'a plus couru depuis. 

## Palmarès
| Date | Compétition                | Lieu       | Résultat | Épreuve   | Temps   |
| ---- | -------------------------- | ---------- | -------- | --------- | ------- |
| 1996 | Jeux olympiques            | Atlanta    | finale   | 4 x 100 m | DNS     |
| 1997 | Championnats du monde      | Athènes    | 5e       | 4 x 100 m | 38 s 26 |
| 1998 | Championnats d'Afrique     | Dakar      | 4e       | 200 m     | 20 s 62 |
| 2000 | Championnats d'Afrique     | Alger      | 1er      | 100 m     | 10 s 13 |
| 2000 | Championnats d'Afrique     | Alger      | 1er      | 200 m     | 20 s 23 |
| 2000 | Championnats d'Afrique     | Alger      | 1er      | 4 x 100 m | 39 s 90 |
| 2000 | Jeux olympiques            | Sydney     | finale   | 100 m     | DNF     |
| 2001 | Championnats du monde      | Edmonton   | 7e       | 100 m     | 10 s 24 |
| 2001 | Finale du Grand Prix IAAF  | Melbourne  | 6e       | 200 m     | 20 s 63 |
| 2002 | Championnats d'Afrique     | Tunis      | 2e       | 200 m     | 20 s 33 |
| 2002 | Jeux du Commonwealth       | Manchester | 5e       | 200 m     | 20 s 29 |
| 2002 | Finale du Grand Prix IAAF  | Paris      | 5e       | 100 m     | 10 s 20 |
| 2002 | Coupe du monde des nations | Madrid     | 3e       | 4 x 100 m | 38 s 63 |
| 2003 | Jeux africains             | Abuja      | 7e       | 100 m     | 10 s 46 |
| 2003 | Jeux africains             | Abuja      | 3e       | 200 m     | 20 s 51 |
| 2003 | Jeux africains             | Abuja      | 1er      | 4 x 100 m | 38 s 63 |
| 2004 | Jeux olympiques            | Athènes    | finale   | 100 m     | DNF     |
| 2004 | Finale mondiale            | Monaco     | 3e       | 100 m     | 10 s 15 |
| 2005 | Championnats du monde      | Helsinki   | 8e       | 100 m     | 10 s 20 |
| 2005 | Finale mondiale            | Monaco     | 2e       | 100 m     | 10 s 01 |
| 2006 | Jeux du Commonwealth       | Melbourne  | 5e       | 200 m     | 10 s 22 |
| 2006 | Jeux du Commonwealth       | Melbourne  | finale   | 4 x 100 m | DNF     |
| 2010 | Championnats d'Afrique     | Nairobi    | 2e       | 100 m     | 10 s 12 |
| 2010 | Championnats d'Afrique     | Nairobi    | 3e       | 4 x 100 m | 39 s 31 |
| 2010 | Coupe continentale         | Split      | finale   | 100 m     | DQ      |
| 2010 | Jeux du Commonwealth       | New Delhi  | 6e       | 200 m     | 21 s 08 |
| 2011 | Jeux africains             | Maputo     | 7e       | 100 m     | 10 s 42 |
| 2011 | Jeux africains             | Maputo     | 2e       | 4 x 100 m | 38 s 95 |

## Records
| Épreuve    | Épreuve   | Marque  | Lieu    | Date             |
| ---------- | --------- | ------- | ------- | ---------------- |
| 60 mètres  | En salle  | 6 s 63  | Boston  | 1er février 2003 |
| 100 mètres | Plein air | 9 s 99  | Athènes | 15 juin 2005     |
| 200 mètres | Plein air | 20 s 23 | Alger   | 14 juillet 2000  |